# Michael Rich
Pour les articles homonymes, voir Rich.
Michael Rich est un coureur cycliste allemand né le 23 septembre 1969 à Fribourg-en-Brisgau.
Excellent rouleur, il devient champion olympique du 100 km contre-la-montre par équipes en 1992 avant de passer professionnel en 1997.

## Palmarès

### Coureur amateur
- 1987
  -  Médaillé de bronze au championnat du monde de poursuite juniors
- 1988
  - 5eb étape du Tour de Liège (contre-la-montre)
  - 3e du championnat d'Allemagne du contre-la-montre amateurs
- 1989
  -  Champion d'Allemagne du contre-la-montre amateurs
  - 10ea étape du Tour de Basse-Saxe (contre-la-montre)
  - Grand Prix des Nations amateurs
  - 2e du championnat d'Allemagne du contre-la-montre par équipes amateurs
  - 5e du championnat du monde du contre-la-montre par équipes
- 1990
  - 2eb étape du Tour de Rhénanie-Palatinat (contre-la-montre)
  - 4e étape du Tour de Cuba (contre-la-montre par équipes)
  -  Médaillé de bronze au championnat du monde du contre-la-montre par équipes
  - 3e du Chrono des Herbiers
- 1991
  -  Médaillé d'argent au championnat du monde du contre-la-montre par équipes
- 1992
  -  Champion olympique du contre-la-montre par équipes (avec Bernd Dittert, Uwe Peschel, Christian Meyer et Guido Fulst)
  - 10e étape du Tour d'Autriche
- 1993
  - 10e étape du Rapport Toer
  -  Médaillé d'argent au championnat du monde du contre-la-montre par équipes
- 1994
  -  Champion d'Allemagne du contre-la-montre par équipes amateurs
  - Rapport Toer :
    - Classement général
    - 4ea étape (contre-la-montre)

  - 6e étape du Ruban granitier breton
  - 2e étape de la Course de la Paix
  - 4ea étape du Regio-Tour (contre-la-montre)
  - 3e du championnat d'Allemagne du contre-la-montre
  -  3e du championnat du monde du contre-la-montre par équipes
  - 10e du championnat du monde du contre-la-montre
- 1995
  - Prologue du Tour de Rhénanie-Palatinat
  -  Médaillé de bronze au championnat du monde du contre-la-montre militaires
  - 3e du Grand Prix de France
  - 3e du Tour de Basse-Saxe
- 1996
  - 2e et 8e étapes du Rapport Toer
  -  Médaillé d'argent au championnat du monde du contre-la-montre militaires
  - 2e du Rapport Toer
  - 2e du Tour de Basse-Saxe
  - 2e du Tour de Bavière
  - 3e du championnat d'Allemagne du contre-la-montre
  - 10e du contre-la-montre des Jeux olympiques

### Coureur professionnel
| - 1998 - 7e de la HEW Cyclassics - 1999 - Rapport Toer - Classement général - 5e (contre-la-montre), 7e et 10e (contre-la-montre) étapes - 3eb étape du Regio-Tour (contre-la-montre) - 10e étape du Tour Trans-Canada (contre-la-montre) - 2e du Regio-Tour - 2000 - Champion d'Allemagne du contre-la-montre - 1reb étape du Tour de Bavière (contre-la-montre) - Tour de la Somme : - Classement général - 1re étape - Grand Prix EnBW (avec Torsten Schmidt) - 2e du Tour de Bavière - 2e du championnat du monde du contre-la-montre - 2001 - 1rea étape du Tour de Basse-Saxe (contre-la-montre) - 2002 - 4eb étape du Tour de Basse-Saxe (contre-la-montre) - Tour de Bavière - Classement général - 2e étape (contre-la-montre) - 4e étape du Tour d'Allemagne (contre-la-montre) - Karlsruher Versicherungs Grand Prix (avec Uwe Peschel) - 4e étape du Tour du Poitou-Charentes (contre-la-montre) - Chrono des Herbiers - 2e du championnat d'Allemagne du contre-la-montre - 2e du Grand Prix Eddy Merckx (avec Uwe Peschel) - 2e du championnat du monde du contre-la-montre - 2003 - Champion d'Allemagne du contre-la-montre - 1rea étape du Tour de Basse-Saxe (contre-la-montre) - Tour de Bavière - Classement général - 2e étape (contre-la-montre) - Karlsruher Versicherungs Grand Prix (avec Sebastian Lang) - Grand Prix Eddy Merckx (avec Uwe Peschel) - Grand Prix des Nations - Chrono des Herbiers - 3e du championnat du monde du contre-la-montre | - 2004 - Champion d'Allemagne du contre-la-montre - 3e étape du Tour de Bavière (contre-la-montre) - 1re étape du Tour d'Allemagne (contre-la-montre) - 4e étape du Tour de Hesse (contre-la-montre) - Grand Prix des Nations - 2e du LuK-Challenge (avec Uwe Peschel) - 2e du championnat du monde du contre-la-montre - 3e du Grand Prix Eddy Merckx (avec Uwe Peschel) - 5e du contre-la-montre des Jeux olympiques - 2005 - Champion d'Allemagne du contre-la-montre - Classement général du Tour de Rhénanie-Palatinat - Classement général du Tour de Bavière - 2e étape de la Ster Elektrotoer (contre-la-montre) - Eindhoven Team Time Trial (avec l'équipe Gerolsteiner) - 3e du LuK-Challenge (avec Uwe Peschel) - 2006 - 2e du championnat d'Allemagne du contre-la-montre - 3e du Eindhoven Team Time Trial (avec l'équipe Gerolsteiner) |  |

## Résultats sur les grands tours

### Tour de France
2 participations
- 2003 : abandon (7e étape)
- 2005 : 130e

### Tour d'Espagne
1 participation
- 1998 : 92e